# Callichroma purpureocinctum
Callichroma purpureocinctum là một loài bọ cánh cứng trong họ Cerambycidae.